# Ichthyosis vulgaris
Ichthyosis vulgaris of vissenschubziekte, is een erfelijke aandoening die wordt veroorzaakt doordat filaggrine uitgeschakeld is. Bij deze ziekte zit de huid te strak rond het lichaam doordat het te droog is.

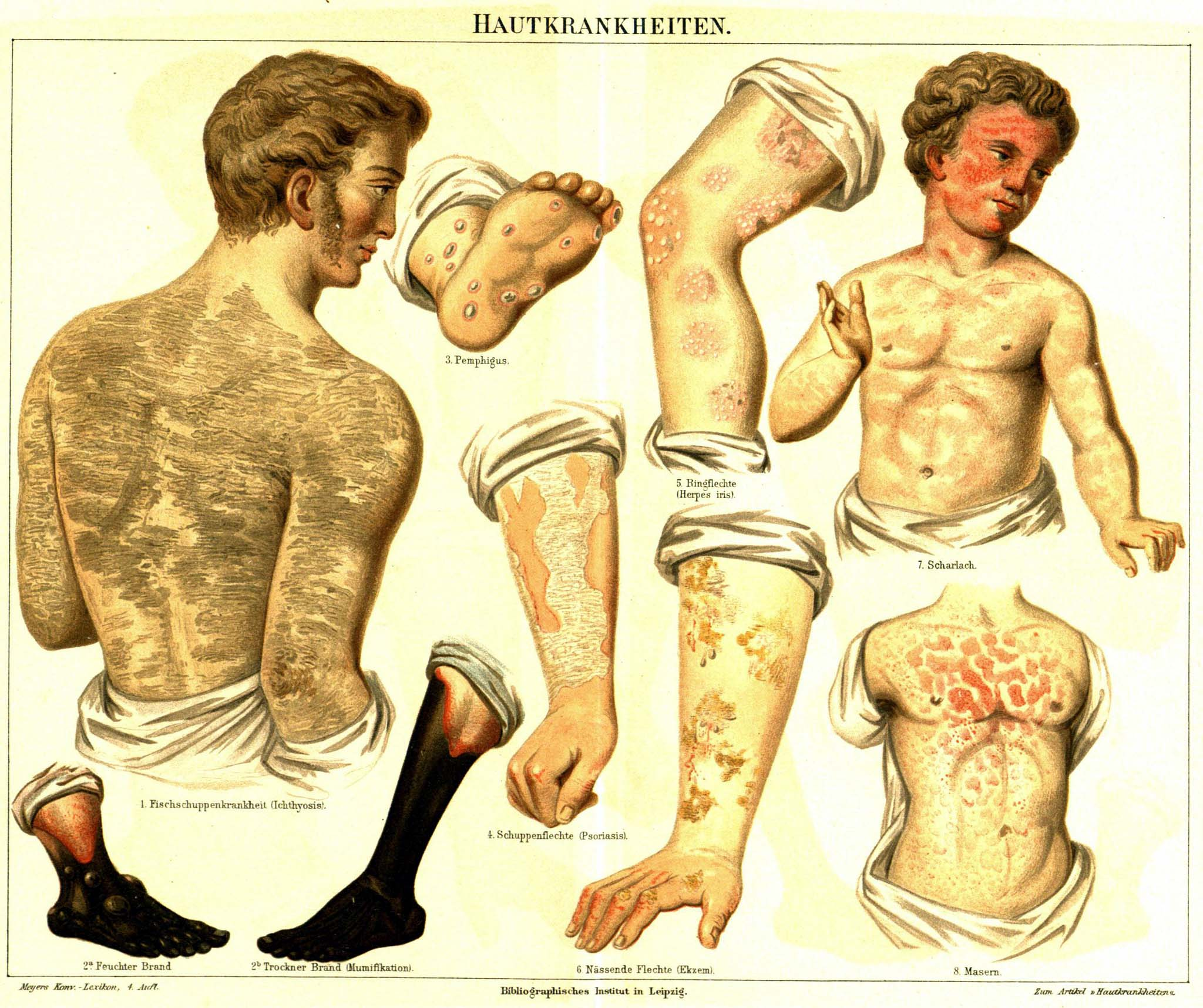
Ichthyosis vulgaris